# Stichtita
La stichtita es un mineral de la clase de los minerales carbonatos y nitratos, y dentro de esta pertenece al llamado “grupo de la hidrotalquita”. Fue descubierta en 1910 en una mina de Tasmania (Australia), siendo nombrada así en honor de Robert C. Sticht, minero australiano. Un sinónimo poco usado es brugnatellita crómica.

## Características químicas
Es un carbonato hidroxilado e hidratado de magnesio y cromo. Visualmente muy similar a la woodallita y la barbertonita, dimorfo con esta última. Además de los elementos de su fórmula, suele llevar como impureza hierro.

## Formación y yacimientos
En rocas serpentinitas, formada como producto de la alteración de la cromita y serpentina. Suele encontrarse asociado a otros minerales como: barbertonita, cromita o antigorita.